# ビア・シン
ビア・シン（เบียร์สิงห์ SINGHA BEER）とは、タイのブンロート・ブリュワリー社 (Boon Rawd Brewery Co., Ltd.) が1933年から製造しているビールのブランド名。

## 概要
年間生産量は約10億リットル。シンハ・ビールまたはシンハー・ビールという愛称で親しまれている。爽やかな口当たりが特徴でタイ料理によく合う。
その語源となっているシンハーとはタイやインドの古代神話や壁画に登場する獅子である。キャッチコピーは「ビア・シン、ビア・タイ（獅子のビール、タイのビール）」。このシンハ・ビールの愛称は、「シン」の語を一旦サンスクリット語に戻した形、つまり Singha と言う表記にして英語名称に用いているために生まれた物である。タイ語においては「シン」の語に singha の ha の部分がサンスクリットの名残として文字表記されるが無発音記号であり、発音されない。
ラベルに刻まれているタイ王室の象徴「神鳥ガルーダ」は特に優れた製品にしか与えられないものであり、1939年にタイ王室から授かった。
日本国内にも輸入されていて、主にタイ料理店など、エスニックレストランで飲むことができる。アルコール度数は5%。南国のタイでは（日本においては馴染みの無い飲み方だが）氷を入れて飲むことも珍しくない。

## 製造会社
ブンロート・ブリュワリー社は1994年、ドイツの Hartmannsdorf 社と Mittweida 社を買収し、ヨーロッパでは同2社が製造・販売を行っている。ボトルはバンコク・グラス・インダストリー社が製造している。

## 種類
以下の製品は「獅子印製品 (ผลิตภัณฑ์ตราสิงห์)」として親しまれている製品である。
- ビア・シン ラガービール。アルコール分5%
- ビア・シン・ライト 低アルコール版。アルコール分3.5%
- ビア・シン・ドラフト ドラフトビール版。
- ナム・シン 飲料水
- ソーダ・シン 水割り用のソーダ水

### 獅子印以外の製品
- ビアLEO
- MY BEER
- U BEER
- SNOWYWEIZEN
- KOPPER CRAFT BEER
- ビア・タイ
- クロスター・ビール ブンロートの高級銘柄

## その他
- 2005年8月に内閣総理大臣の小泉純一郎が、衆議院解散回避の説得に訪れた自由民主党の森喜朗に振舞った「タイのビール」である。
- 2015年より、SUPER GTのスポンサーとなる。
- 2015年10月よりJリーグ・セレッソ大阪のトップパートナー、2016年からはユニフォームスポンサー（背中下部）となった。